# Salvelinus perisii
Salvelinus perisii är en fiskart som först beskrevs av Günther, 1865.  Salvelinus perisii ingår i släktet Salvelinus och familjen laxfiskar. Inga underarter finns listade i Catalogue of Life.
Denna fisk förekommer endemisk i sjöarna Llyn Peris, Llyn Padarn, Llyn Cwellyn och Llyn Bodlyn i Wales. Några exemplar flyttades till sjöarna Llyn Cwm Dulyn och Ffynnon Llugwy där de bildade en ny population. Individerna vistas under sommaren nära vattenytan och de bildar där stim. Äggen befruktas i november och december. Före 1970-talet simmade individerna från sjön Llyn Padarn till Llyn Peris för att fortplanta sig. Sedan byggdes ett vattenkraftverk som förhindrar vandringen.
När främmande fiskar används som fiskbete kan de rymma. Sedan utgör de konkurrenter för Salvelinus perisii. IUCN kategoriserar arten globalt som sårbar.